# Kevork Çavuş

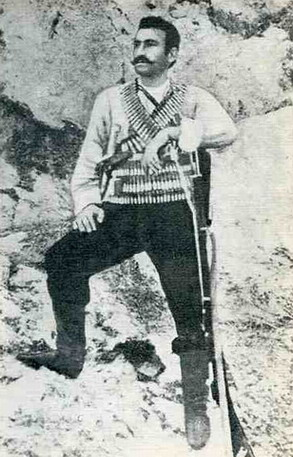
Löwe der Berge 1904 auf Akdamar.

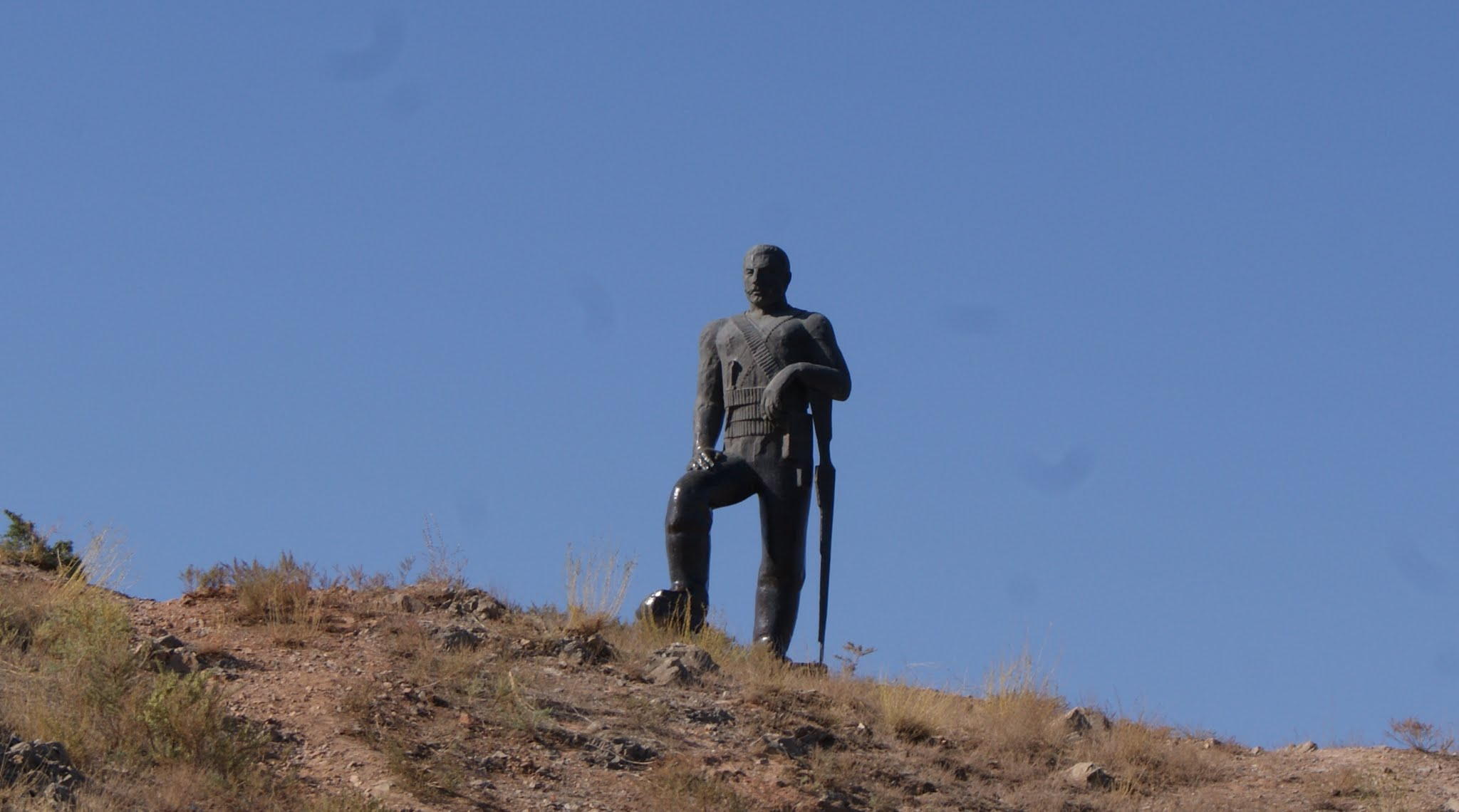
Statue nahe Chor Virap

Kevork Aroyi Ghazarian oder Geworg Rasarjan (armenisch Գէորգ Արոյի Ղազարեան Georg Aroji Ghasarean, * 1870 oder 1871 in Bsanats, Vilâyet Bitlis, Osmanisches Reich; † 27. Mai 1907 bei Bitlis), auch bekannt als Çavuş (armenisch Գէորգ Չաւուշ Georg Tschawusch) oder „Der Löwe der Berge“ war ein armenischer Fedai, der die Massaker an den Armeniern 1894–1896 im Osmanischen Reich aufzuhalten versuchte.

## Frühes Leben
Kevork Çavuş wurde in eine Jägerfamilie im Dorf Batnats bei Sasun geboren. Er erhielt seine Ausbildung in Musch an der Arakeloz-Klosterschule. Nach Abschluss schloss er sich Arabo an, einem führenden Fedai. Nachdem Arabo ohne rechtsstaatliches Verfahren festgenommen wurde, machte Kevork Çavuş den Verräter von Arabo ausfindig und tötete ihn. Von 1885 bis 1888 reiste er nach Aleppo. Er kehrte 1890 nach Taron zurück, um einer Gruppe von armenischen Freiheitskämpfern um Hampartsoum Boyadjian beizutreten, mit dem Ziel der Verteidigung der Dörfer.

## Widerstand von Sasun
1894 nahm er am Widerstand von Sason gegen die Verfolgung der Armenier durch Sultan Abdülhamid II. teil. Während seines Kampfes wurde Kevork Çavuş gefangen genommen und zu 15 Jahren Haft verurteilt. Nach zwei Jahren floh er in die Berge von Sason, wo er der politischen Partei Daschnakzutjun beitrat und eine Revolutionsbewegung gegen türkische Beamte anstrebte. 1896 traf er General Sorawar Andranik Ozanian und nahm an der Schlacht um das Hl.-Apostel-Kloster 1901 und am Zweiten Sasun-Widerstand 1904 teil. Gemeinsam mit Andranik führte er die Verteidigung des Dorfs Geliegusan, in das sich 20.000 Menschen geflüchtet hatten. Diese scheiterte jedoch, als den armenischen Kämpfern die Munition ausging. Während seiner Karriere als Freiheitskämpfer kam er unter das Kommando von Serob Paşa. In dieser Zeit tötete er seinen Onkel, der eine Frau entführt hatte, was in ihm eine schwere Depression auslöste.
Kevork Çavuş wurde während eines Feuergefechts mit der osmanischen Armee am 25. Mai 1907 bei Muş schwer verletzt, was ihn zum Rückzug zwang. Zwei Tage später, am 27. Mai, wurde seine Leiche in Kyosabin-Bashin unter einer Brücke gefunden. Kevork Çavuş wurde auf dem armenischen Friedhof von Kogh  beerdigt.